# 腺萼越桔
腺萼越桔（学名：Vaccinium pseudotonkinense）为杜鹃花科越桔属下的一个种。

## 扩展阅读
- 維基物種上的相關：腺萼越桔